# Mycalesis aethiops
Mycalesis aethiops är en fjärilsart som beskrevs av Butler 1868. Mycalesis aethiops ingår i släktet Mycalesis och familjen praktfjärilar. Inga underarter finns listade i Catalogue of Life.